# Rotte (rivière)
Pour les articles homonymes, voir Rotte.
La Rotte est une rivière néerlandaise de Hollande-Méridionale, affluent de la Nouvelle Meuse qu'elle rejoint à Rotterdam. Elle a donné son nom à la ville de Rotterdam qu'elle traversait. Au fil des siècles, la rivière a été comblée dans les quartiers du centre de Rotterdam et son cours détourné vers le canal de Boezem. La rivière Rotte se termine ainsi au nord de Rotterdam, au niveau de la rue Admiraal de Ruyterweg où elle prend le nom de Stokviswater.

## Géographie

### Sources
La Rotte commence dans les marais près de Moerkapelle, à une quinzaine de kilomètres au nord de Rotterdam. Elle n'a pas de source en raison de l'assèchement de la région par les polders durant le Moyen Âge. Ce cours d'eau est aussi appelé le Nieuwe Diep.
Elle se jette dans les lacs Rottemeren (lacs de la Rotte) puis continue en direction du sud. C'est après son passage dans les lacs qu'elle prend le nom de Rotte.

### Nord de Rotterdam: drainage
Elle passe par Terbregge, Bleiswijk et Bergschenhoek jusqu'à l'arrondissement de Hillegesberg-Crooswikj au nord du centre-ville de Rotterdam.
Son cours naturel a été souvent modifié, en particulier dans la ville de Rotterdam, pour laisser place à l'urbanisation. Au nord de Rotterdam, le canal Boezem a été construit pour permettre son drainage. Une station de pompage (écluses) régule son évacuation dans la Nouvelle Meuse : l'écluse de Oostplein (Boerengatbrug).
Le Noorderkanaal (canal du nord) a été construit ensuite. Il rejoint le canal de Delfshavense Schie à l'ouest où l'eau de la rivière est gérée par les écluses de Parkhaven (port qui borde le Parc devant la tour Euromast) qui se composent de deux écluses, la grande écluse du parc (Groteparksluis) et la petite écluse du parc (Kleineparksluis).
Ces deux cours d'eau se déversent dans la Nouvelle Meuse,,, un affluent du Rhin qui traverse la ville et débouche sur la mer du Nord.

### Centre-ville
En centre-ville de Rotterdam, la rivière est couverte ou comblée à plusieurs emplacements (voir détails en section Histoire, ci-dessous). Ainsi, la rivière Rotte ne se jette plus dans la Nouvelle Meuse mais se termine au niveau de l'avenue Admiraal de Ruyterweg. Les cours d'eau qui restent ouverts et correspondent à l'ancienne rivière Rotte prennent le nom de Stokviswater.

### Superficie
Son réseau de drainage recouvre une superficie de 220 ha.

## Histoire
L'origine de la ville de Rotterdam est située autour d'un barrage (dam, en néerlandais) sur la Rotte, construit au XIIIe siècle (en 1270) pour éviter les fréquentes inondations venant de la rivière Nouvelle Meuse,. Ce barrage se trouvait au carrefour actuel de la Hoogstraat et la rue de Binnenrotte. Une écluse permettait à l'eau de la rivière de poursuivre sa course vers le vieux port qui était ouvert sur la rivière de la Meuse. La partie au nord de ce barrage était appelée la Binnenrotte (Rotte intérieure) et des navires pouvaient y accéder, en particulier pour y desservir l'important marché qui se tenait sur ses berges.
Le drainage de la Rotte par le canal Boezem commence vers 1770. Des moulins à vent drainent l'eau aux barrages et écluses. En 1897, une station de pompage fonctionnant à la machine à vapeur à Oostplein permet d'envoyer l'eau excédentaire vers le port Boerengat, ouvert sur la rivière Nouvelle Meuse. En 1977, la machine à vapeur est remplacée par un système plus puissant fonctionnant au diesel et à l'électricité, appelée la station de pompage gemaal mr. U.G. Schilthuis.

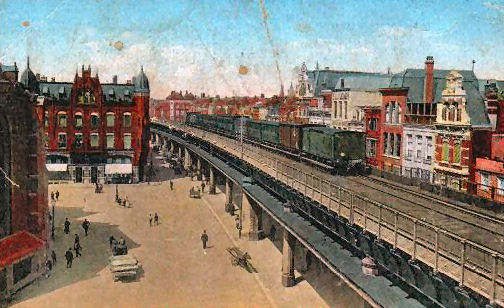
La rue Binnenrotte (1910).

En 1871, la Binnenrotte est comblée dans le cadre de la construction du Luchtspoor, un viaduc ferroviaire reliant la gare centrale de Rotterdam (la Delfstepoort ou Porte de Delft) située au nord et la ville de Dordrecht située au sud. Depuis cette année, les voies navigables qui restent accessibles sont le Stokviswater, le Delftse Vaart, le Steigersgracht and Leuvekolk. Entre le Leuvekolk et le port Leuvehaven, un passage souterrain permet le passage de l'eau d'où elle rejoint la Nouvelle Meuse. Lors du bombardement de Rotterdam le 14 mai 1940 durant la Seconde Guerre mondiale, la liaison vers le Leuvenhaven est gravement endommagée. Durant la guerre, l'urbaniste Willem Gerrit Witteveen réalise une nouvelle liaison entre la Rotte et le Leuvehaven. Ce passage est comblé dans les années 1970 pour permettre la construction de la ligne est-ouest du métro de Rotterdam.
Le canal noord (Noorderkanaal) a été construit au début du XXe siècle pour assurer une liaison entre la Rotte et le canal de Delfschie qui reste une voie navigable importante entre Rotterdam et Delft (située à une dizaine de kilomètres au nord).
Lors de la construction de la ligne est-ouest du métro de Rotterdam et du tunnel ferroviaire Willemspoortunnel, la liaison entre Rotte et Leuvehaven fut définitivement interrompue. Depuis, les eaux de la Rotte sont évacuées vers la Nouvelle Meuse via le Toevoerkanaal (ou Boezem), jusqu'à la station de pompage, ou distributeur, situé à proximité de la place Oostplein,.

## Galerie

Rivière Rotte
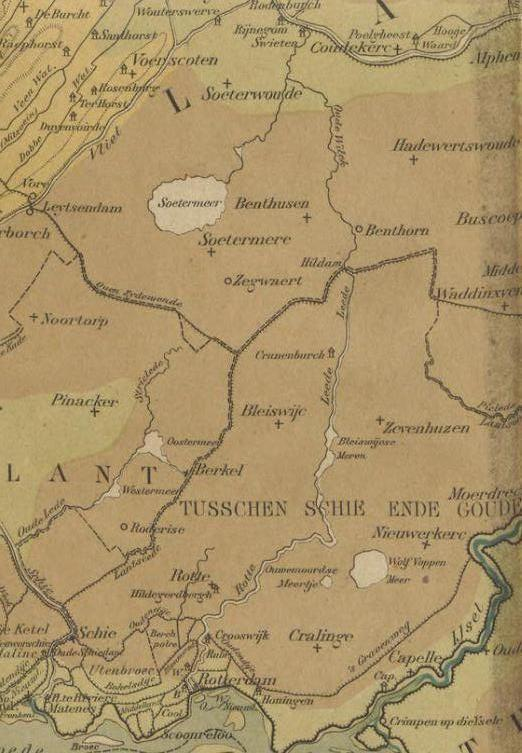
Course de la Rotte vers 1300
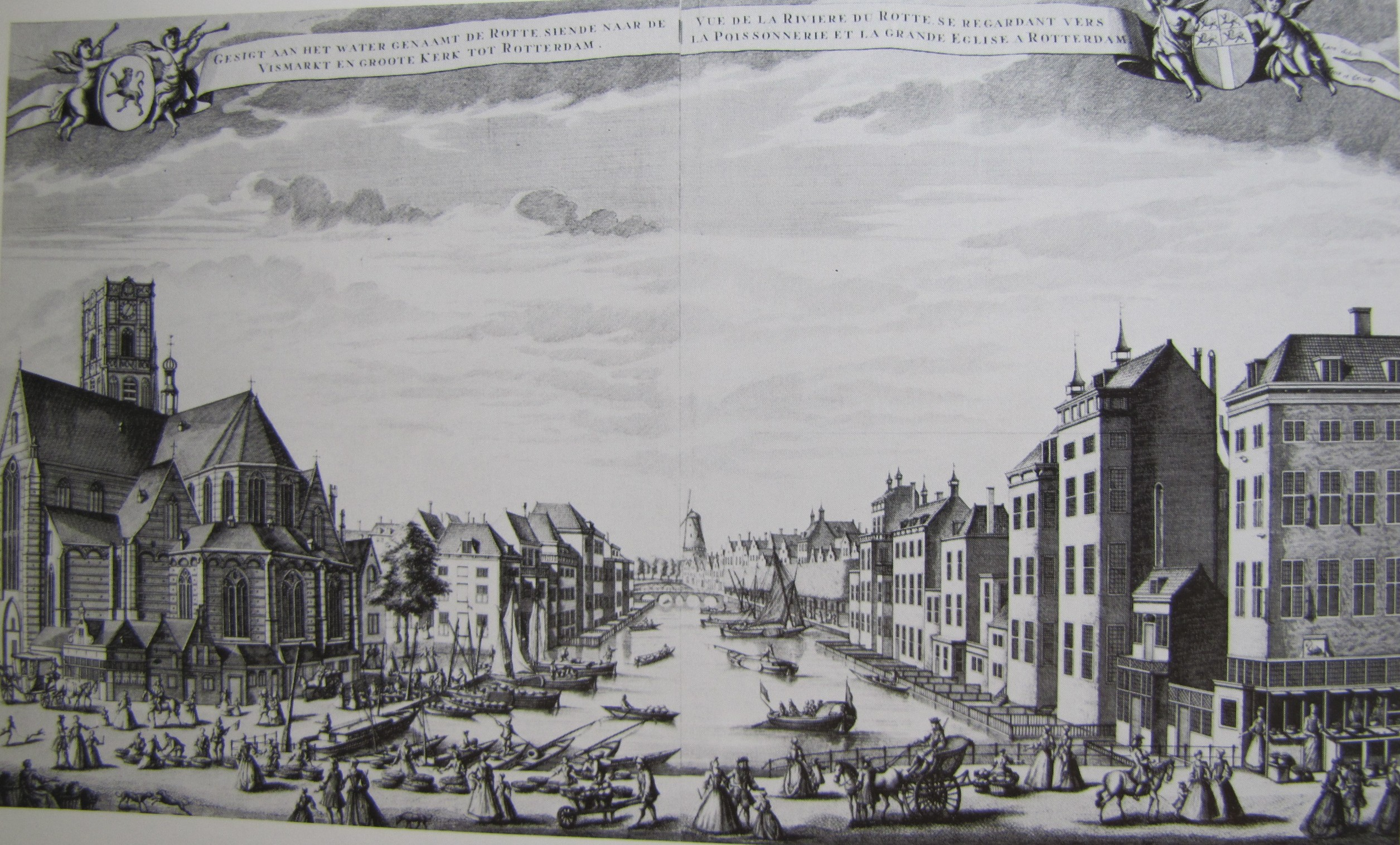
Gravure de Leon Schenk (1750).
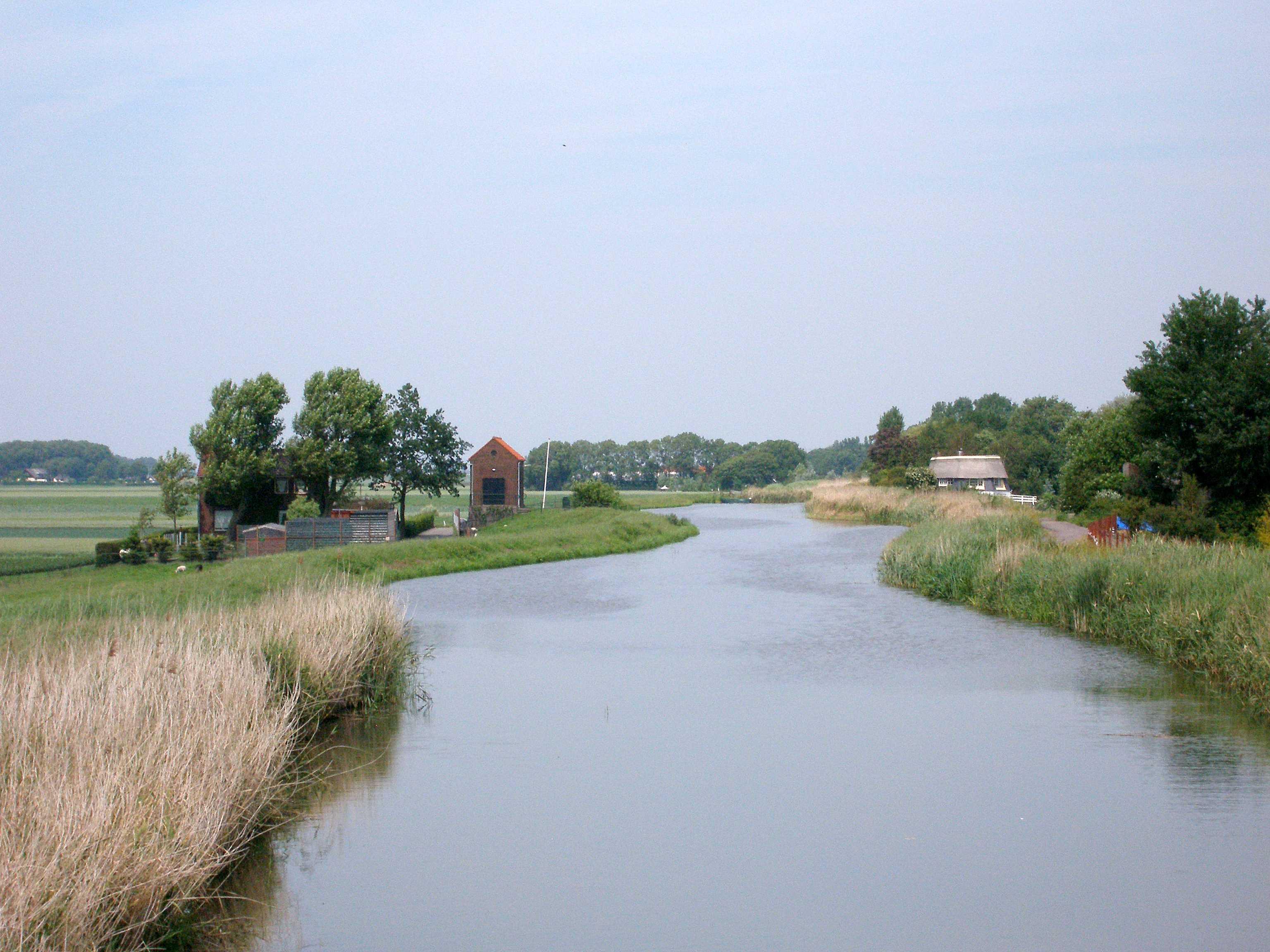
Début de la rivière, aux environs de Moerkapelle.
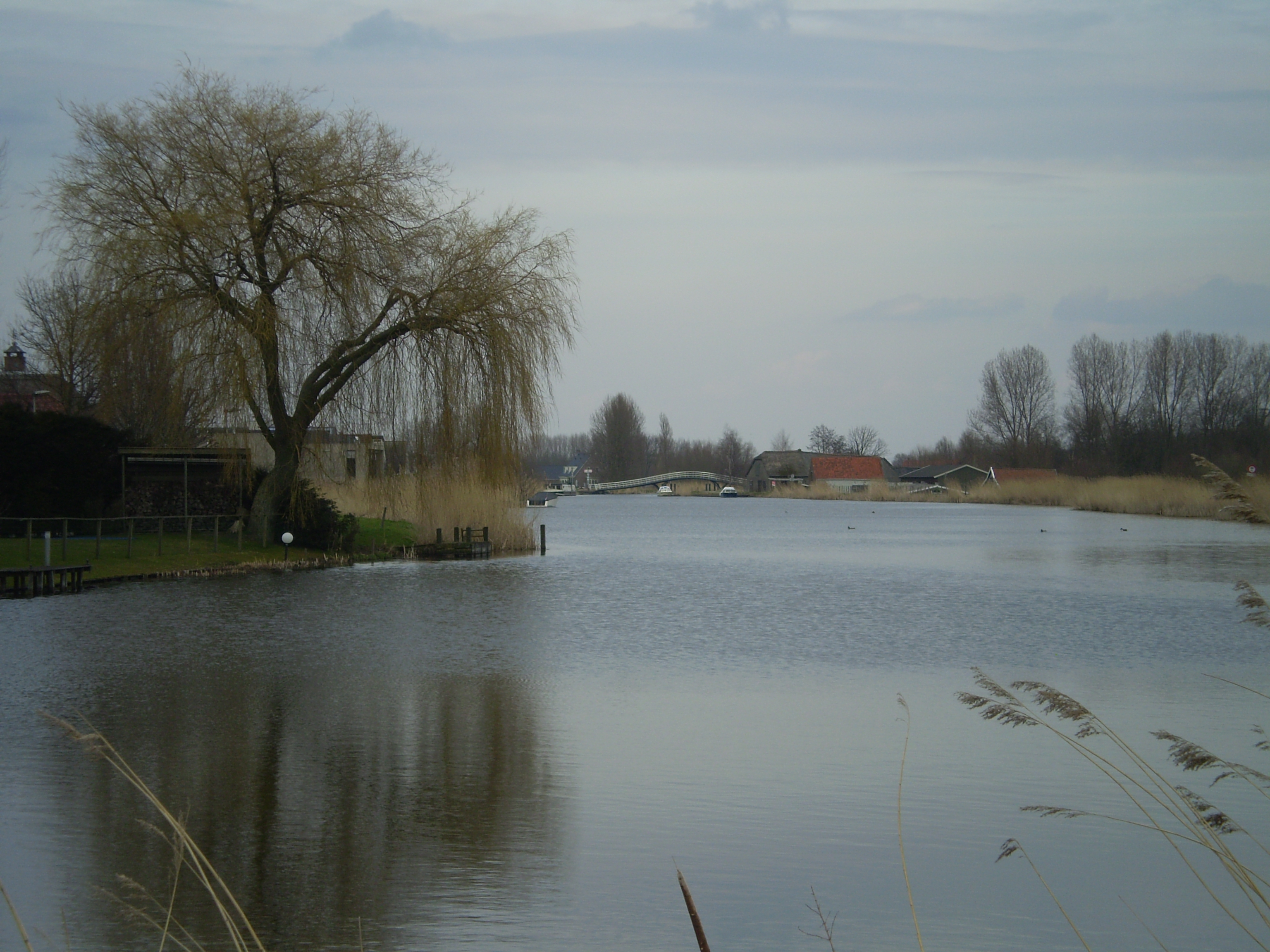
Panorama des rives de la Rotte.
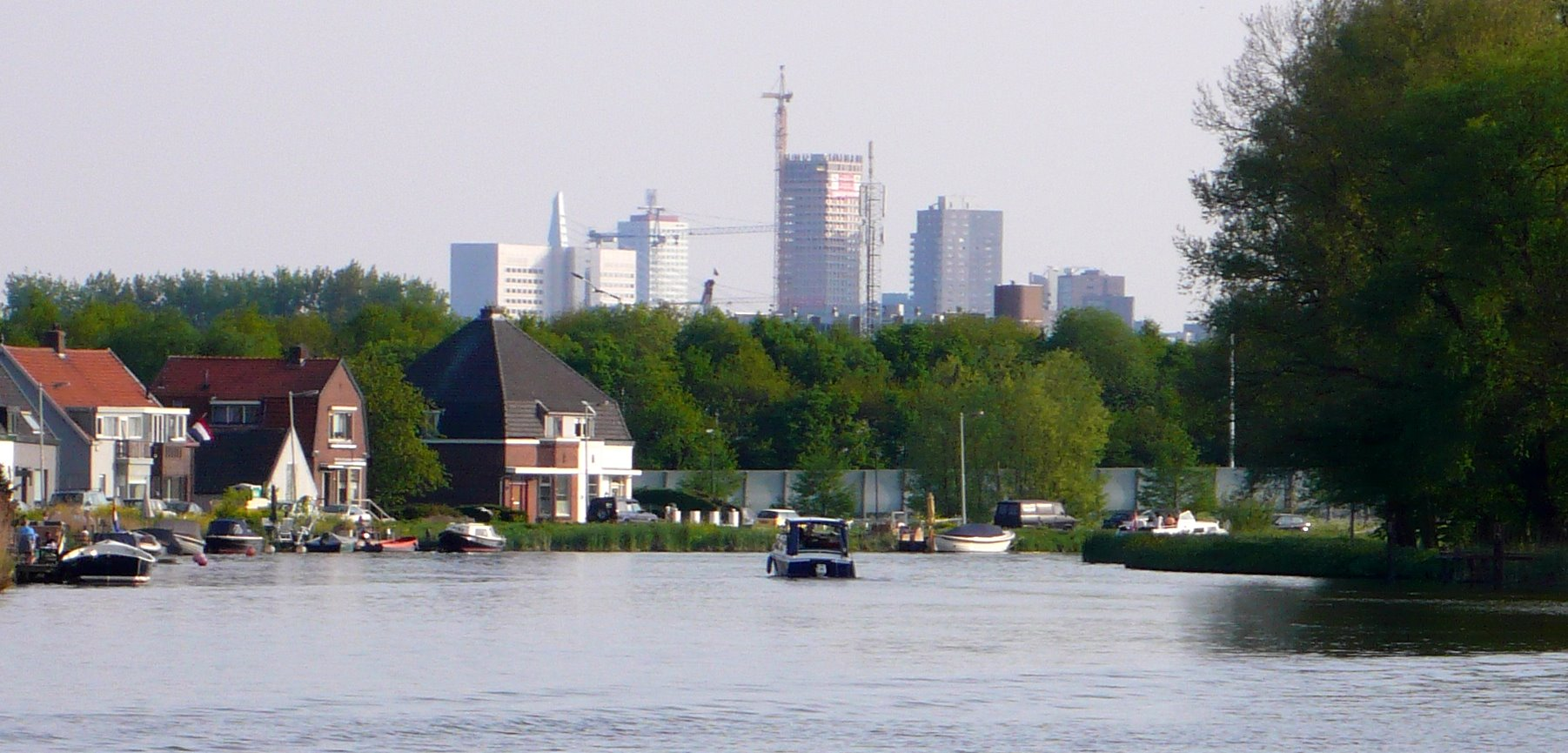
La Rotte près de Rotterdam.
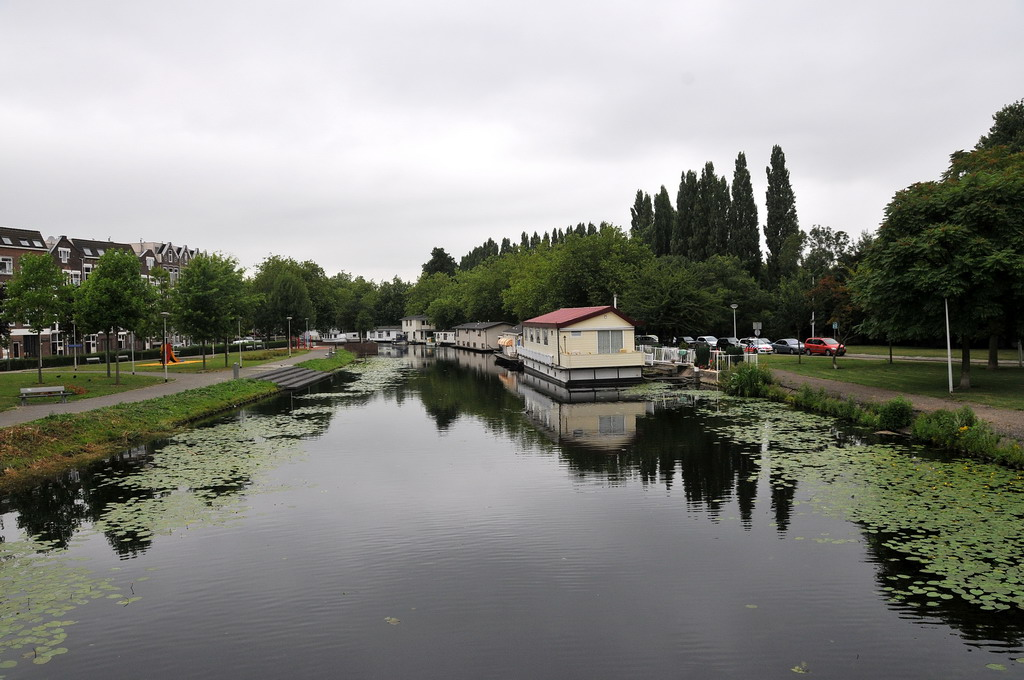
La Rotte depuis le pont entre Crooswijksebocht et Zwaanshalskade
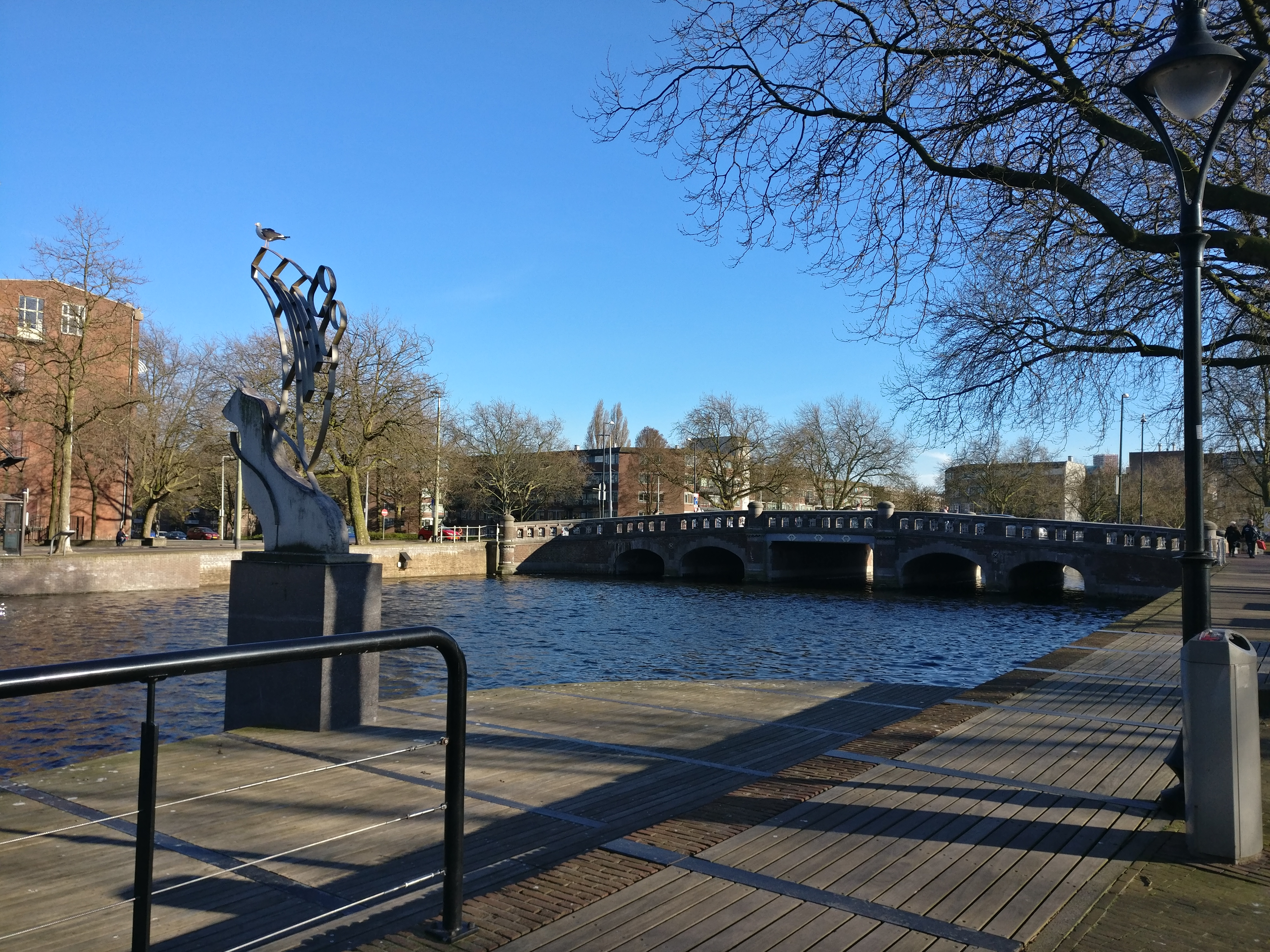
Noorderbrug près de Crooswijk
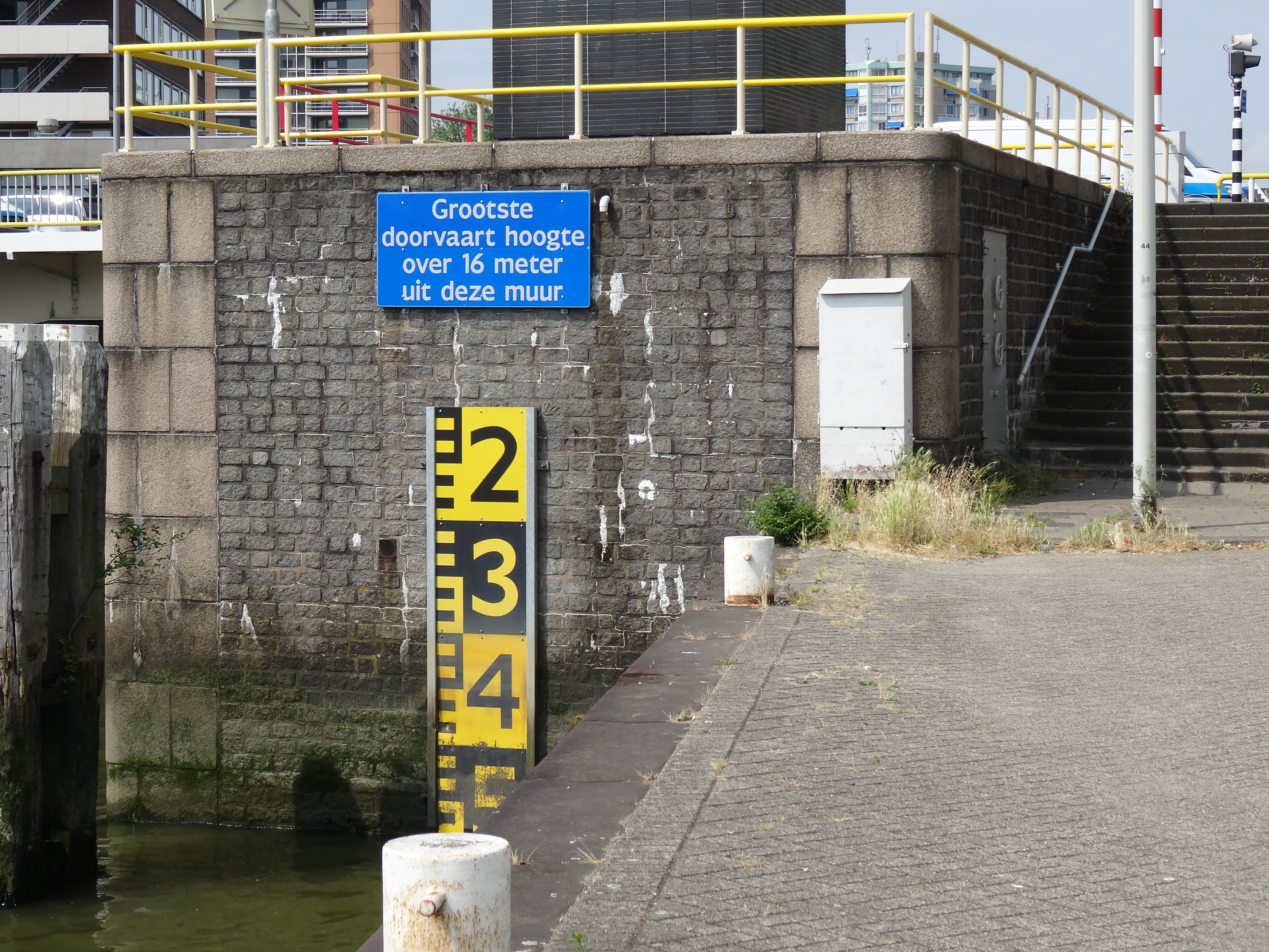
Boerengatbrug - Rotterdam (escaliers d'écluse).